# فوتبال در ارمنستان
فوتبال (ارمنی: ֆուտբոլ futbol) یا (ارمنی: ոտնագնդակ votnagndak) پرطرفدارترین ورزش در ارمنستان می‌باشد.
در تاریخ اوت ۲۰۱۴ تیم ملی فوتبال ارمنستان در مکان سی و ششم رده‌بندی جهانی فیفا ایستاد. از زمان کسب استقلال در سال ۱۹۹۱ کشور ارمنستان دارای فدارسیون ملی خویش خود می‌باشد که در مسابقات فیفا (اعم از بزرگسالان، جوانان و زنان حضور می‌یابد. باشگاه فوتبال آرارات ایروان یکی از برجست‌ترین تیم‌های لیگ برتر فوتبال اتحاد شوروی بود که در اغلب رقابت‌های باشگاهی اروپا بازی می‌کرد. شماری از بازیکنان فوتبال ارمنستان، از جمله خورن هوهانیسیان در جام جهانی فوتبال ۱۹۸۲ و ادوارد مارکاروف در دهه ۱۹۶۰ میلادی برای تیم ملی فوتبال شوروی بازی کرده‌اند.

## تاریخچه

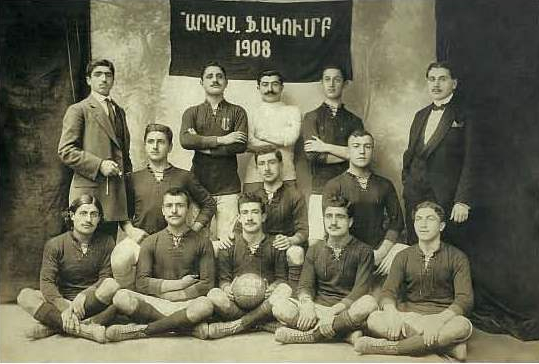
Araks Football Club, Constantinople, 1910s.

### استقلال ارمنستان (۱۹۹۲ - اکنون)

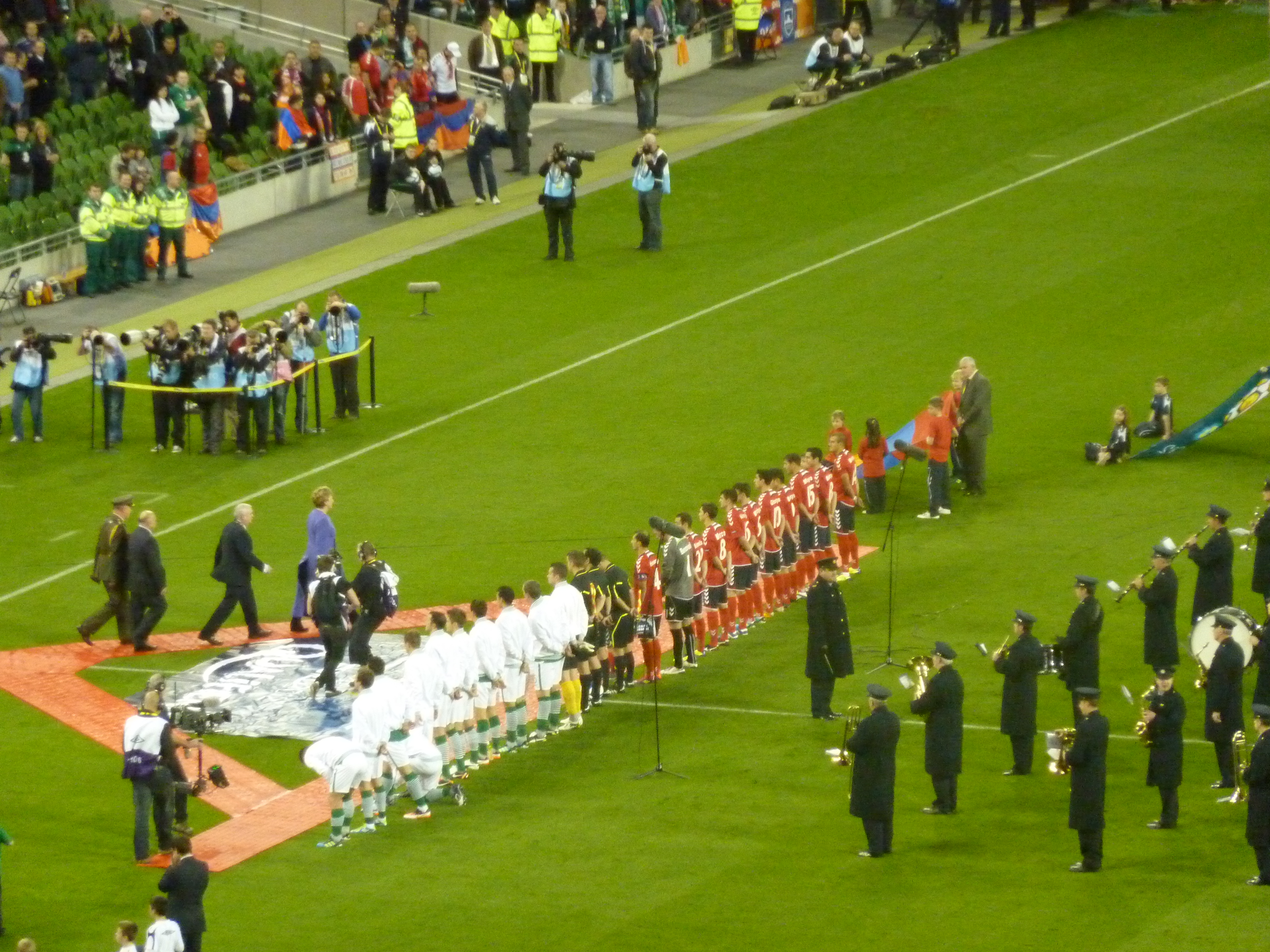
۱۱ اکتبر ۲۰۱۱, ایرلند vs. ارمنستان، ورزشگاه آویوا، دوبین

## مراکز تمرینی اصلی

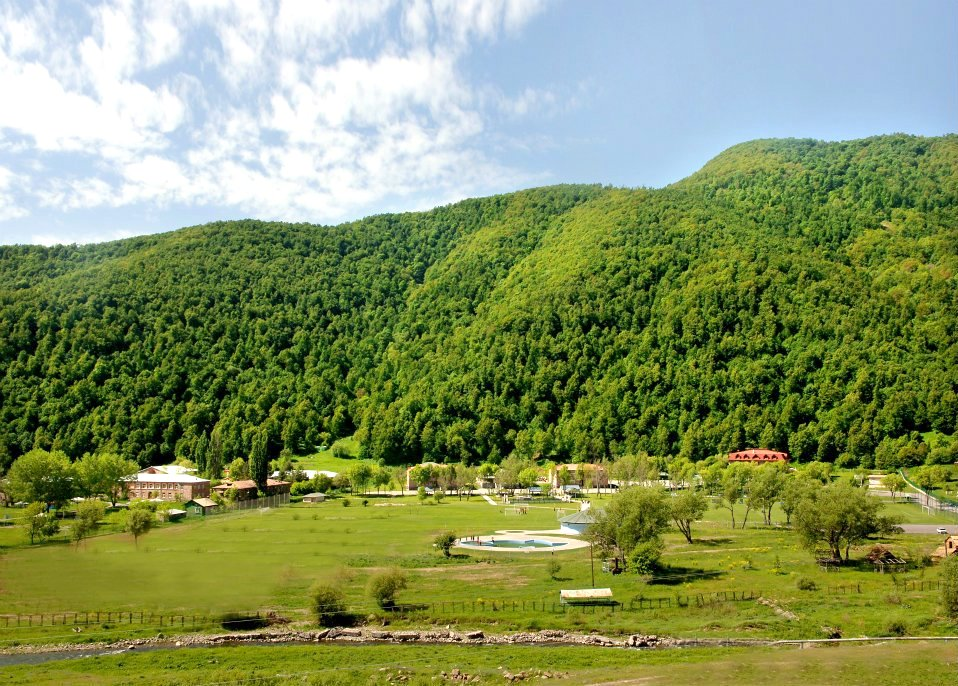
Zepyur Football Training Camp در استان کوتایک

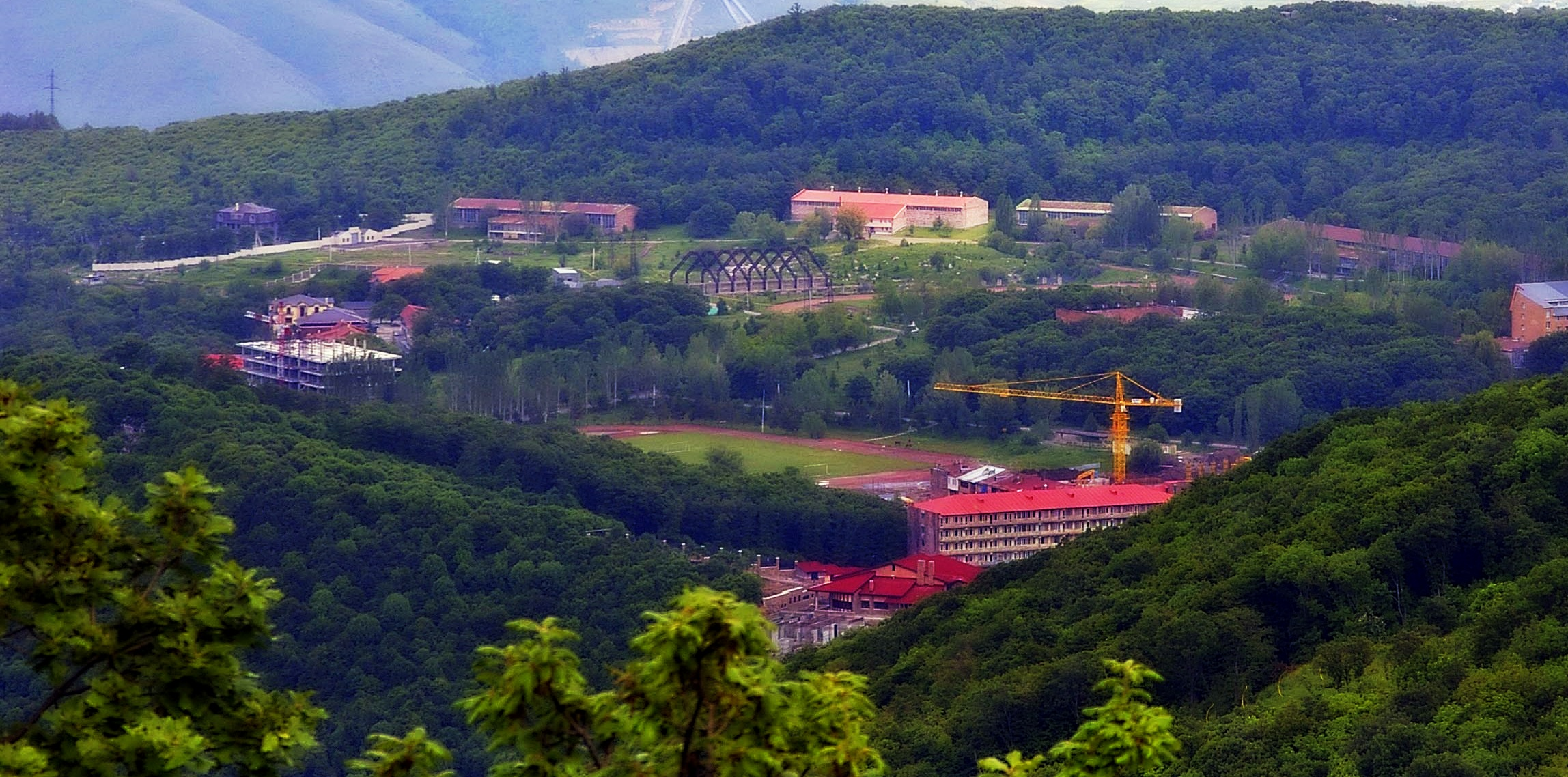
مجتمع ورزشی المپیکی تساغکادزور

## سیستم لیگ
| سطح | لیگ(s)/دسته(s)                                       | لیگ(s)/دسته(s)                                       | لیگ(s)/دسته(s)                                       | لیگ(s)/دسته(s)                                       | لیگ(s)/دسته(s)                                       | لیگ(s)/دسته(s)                                       | لیگ(s)/دسته(s)                                       | لیگ(s)/دسته(s)                                       | لیگ(s)/دسته(s)                                       | لیگ(s)/دسته(s)                                       | لیگ(s)/دسته(s)                                       | لیگ(s)/دسته(s)                                       |
| ۱   | لیگ برتر فوتبال ارمنستان ۹ باشگاه                    | لیگ برتر فوتبال ارمنستان ۹ باشگاه                    | لیگ برتر فوتبال ارمنستان ۹ باشگاه                    | لیگ برتر فوتبال ارمنستان ۹ باشگاه                    | لیگ برتر فوتبال ارمنستان ۹ باشگاه                    | لیگ برتر فوتبال ارمنستان ۹ باشگاه                    | لیگ برتر فوتبال ارمنستان ۹ باشگاه                    | لیگ برتر فوتبال ارمنستان ۹ باشگاه                    | لیگ برتر فوتبال ارمنستان ۹ باشگاه                    | لیگ برتر فوتبال ارمنستان ۹ باشگاه                    | لیگ برتر فوتبال ارمنستان ۹ باشگاه                    | لیگ برتر فوتبال ارمنستان ۹ باشگاه                    |
|     | ↓↑ ۱ باشگاه                                          |                                                      |                                                      |                                                      |                                                      |                                                      |                                                      |                                                      |                                                      |                                                      |                                                      |                                                      |
| ۲   | لیگ دسته اول فوتبال ارمنستان ۱۲ باشگاه (۸ تیم ذخیره) | لیگ دسته اول فوتبال ارمنستان ۱۲ باشگاه (۸ تیم ذخیره) | لیگ دسته اول فوتبال ارمنستان ۱۲ باشگاه (۸ تیم ذخیره) | لیگ دسته اول فوتبال ارمنستان ۱۲ باشگاه (۸ تیم ذخیره) | لیگ دسته اول فوتبال ارمنستان ۱۲ باشگاه (۸ تیم ذخیره) | لیگ دسته اول فوتبال ارمنستان ۱۲ باشگاه (۸ تیم ذخیره) | لیگ دسته اول فوتبال ارمنستان ۱۲ باشگاه (۸ تیم ذخیره) | لیگ دسته اول فوتبال ارمنستان ۱۲ باشگاه (۸ تیم ذخیره) | لیگ دسته اول فوتبال ارمنستان ۱۲ باشگاه (۸ تیم ذخیره) | لیگ دسته اول فوتبال ارمنستان ۱۲ باشگاه (۸ تیم ذخیره) | لیگ دسته اول فوتبال ارمنستان ۱۲ باشگاه (۸ تیم ذخیره) | لیگ دسته اول فوتبال ارمنستان ۱۲ باشگاه (۸ تیم ذخیره) |